# マロン＝エ＝エルズ
マロン＝エ＝エルズ （Malons-et-Elze）は、フランス、オクシタニー地域圏、ガール県のコミューン。

## 地理

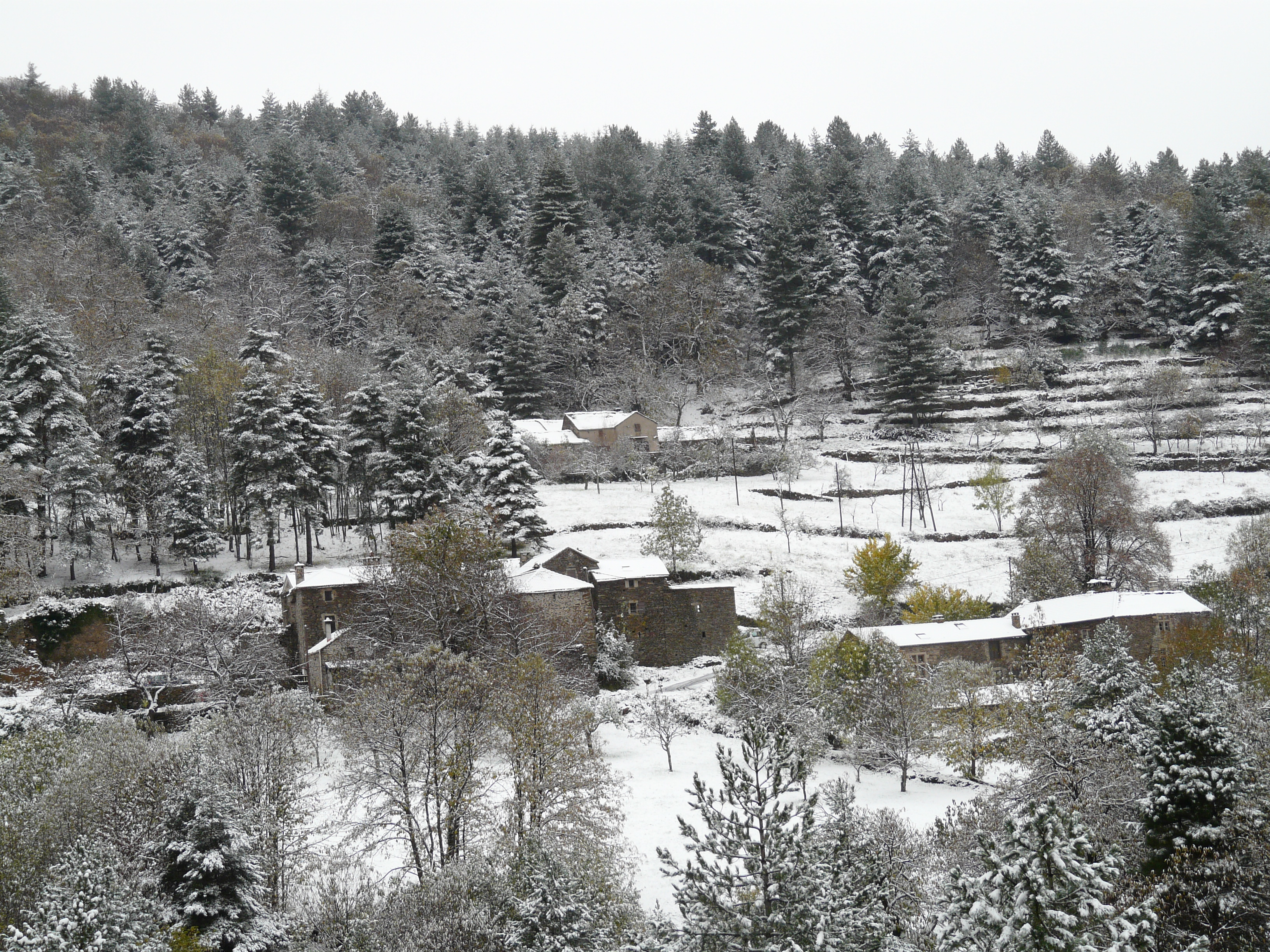
ヴァルーズ集落

マロン＝エ＝エルズは、県最北部にあるコミューンである。マロンには教会やコミューン庁舎だけでなく、ヒツジたちが山と行き来するのに使うドライユ（fr、オック語。移牧専用の道）もある。ドライユは、サンタンブロワクスからシャム・ド・ボンヌヴォー、ベス、セスナードからタラヴェルへ走り、マス・ド・レール森の中のローマ橋を迂回するか通り抜けて、ヴィルフォールへたどり着く。

## 由来
- Malons - オック語のmalonは、ロマンス語のmalon、ラテン語のmalonumに由来し[1]、ガロ＝ローマ語の人名malloであることは間違いない。
- elze - オック語のelzからきており、イタリア語のelce、ラテン語のilex-icisと比較してほしい。セイヨウヒイラギガシを意味する語である。

## 歴史
ドライユでは、新石器時代（約紀元前800年前）と思われる盃状穴や人型が彫られた多くの岩が見つかり、この道の年齢を証明している。
ル・フロンタル集落と同様に、セスナ―ドとル・サルゼ集落は11世紀から存在し、他の集落は12世紀や13世紀から存在している。
1816年、マロンとエルズが合併し、新たなコミューンのマロン＝エ＝エルズとなった。

## 人口統計
2016年時点のコミューン人口は123人で、2011年時点の人口より11.82%増加した。
| 1962年 | 1968年 | 1975年 | 1982年 | 1990年 | 1999年 | 2006年 | 2016年 |
| ------ | ------ | ------ | ------ | ------ | ------ | ------ | ------ |
| 160    | 99     | 95     | 98     | 88     | 83     | 93     | 123    |

参照元:1962年から1999年までは複数コミューンに住所登録をする者の重複分を除いたもの。それ以降は当該コミューンの人口統計によるもの。1999年までEHESS/Cassini、2006年以降INSEE

## 参照
1. ↑  Frédéric Mistral et Jules Ronjat, Lou Trésor dou Félibrige ou Dictionnaire provençal-français, Raphèle-lès-Arles, M. Petit, 1979, 2 vol. ; 25 cm (ISBN 84-499-0563-X, notice BnF no FRBNF37258238), p. 258, t. 2 et 1082 t. 1
2. ↑  Eugène Germer-Durand, Ministère de l'instruction publique (Éditeur scientifique) et Comité des travaux historiques et scientifiques (dir.), Dictionnaire topographique du département du Gard : comprenant les noms de lieu anciens et modernes, Paris, Impr. impériale, 1868, XXXVI-298 p., in-4 (notice BnF no FRBNF30500934)
3. ↑  Population municipale légale en vigueur au 1er janvier 2019, millésimée 2016, définie dans les limites territoriales en vigueur au 1er janvier 2018, date de référence statistique : 1er janvier 2016.
4. ↑  http://cassini.ehess.fr/cassini/fr/html/fiche.php?select_resultat=20827
5. ↑  https://www.insee.fr/fr/statistiques/3293086?geo=COM-30153
6. ↑  http://www.insee.fr